# Narciarski bieg na orientację na Zimowych Światowych Wojskowych Igrzyskach Sportowych 2010 – indywidualnie kobiet
Narciarski bieg na orientację indywidualnie kobiet na 1. Zimowych Światowych Wojskowych Igrzyskach Sportowych – jedna z zimowych konkurencji rozgrywana podczas igrzysk wojskowych w ramach biegu na orientację, która odbyła się w dniu 23 marca 2010 w miejscowości Cogne położonej na terenie parku Gran Paradiso w regionie Dolina Aosty we Włoszech. 
Bieg na orientację na dystansie 13 km (3 km + 3 km+ 7 km) wygrała aktualna mistrzyni świata Francuzka Christelle Gros.

## Terminarz
Konkurencja rozpoczęła się w dniu 23 marca o godzinie 9:00 (czasu miejscowego). Bieg na orientację kobiet odbywał się równolegle z narciarskim biegiem mężczyzn.
| Harmonogram przebiegu konkurencji | Harmonogram przebiegu konkurencji | Harmonogram przebiegu konkurencji | Harmonogram przebiegu konkurencji |
| Data                              | Godzina rozpoczęcia               | Godzina rozpoczęcia               | Wydarzenie                        |
| Data                              | (UTC+01:00)                       | CET                               | Wydarzenie                        |
| --------------------------------- | --------------------------------- | --------------------------------- | --------------------------------- |
| 23 marca 2010(dts)                | 9:00                              |                                   | Finał                             |

## Medaliści
| Złoto                     | Srebro                  | Brąz                           |
| Francja · Christelle Gros | Rosja · Natalia Naumova | Francja · Élodie Bourgeois-Pin |

## Wyniki
| Miejsce | Zawodniczka           | Reprezentacja | Czas     | Uwagi |
| ------- | --------------------- | ------------- | -------- | ----- |
| 01 !    | Christelle Gros       | Francja       | 41:31,5  |       |
| 02 !    | Natalia Naumova       | Rosja         | +0,1     |       |
| 03 !    | Élodie Bourgeois-Pin  | Francja       | +1,9     |       |
| 4       | Natalia Tomiłowa      | Rosja         | +12,5    |       |
| 5       | Tatiana Włassowa      | Rosja         | +42,0    |       |
| 6       | Lyme Clause           | Łotwa         | +6:59,8  |       |
| 7       | Andrea Hepkal         | Rumunia       | +8:30,4  |       |
| 8       | Vilma Rudzenskaitė    | Litwa         | +8:41,0  |       |
| 9       | Annik Waxeler Pirrell | Francja       | +8:48,1  |       |
| 10      | Sari Suomalainen      | Finlandia     | +1:56,47 |       |